# 郑家口镇
郑家口是中国河北省故城县下辖的一个镇，今多称其郑口镇，是故城县的县城，位于河北省东南部京杭大运河畔，东与山东省相邻，人口9万（2004）。
明代，郑氏在京杭大运河上设一渡口，时人皆称“郑家渡口”，后改为郑家口。清代中期，郑家口已成为一个仅次于县城的大集镇。因濒临京杭大运河，素得漕渔之利，物阜民丰，有“小天津卫”之称。1945年6月，县城由故城镇迁至郑家口。